# MLS 올해의 신인상
MLS 올해의 신인상(영어: MLS Newcomer of the Year Award)은 메이저 리그 사커 선수에게 주어지는 MLS 첫 시즌에서 뛰어난 활약을 보인 선수에게 주어지는 상이다.

## 수상자
| 시즌 | 선수              | 클럽                   |
| ---- | ----------------- | ---------------------- |
| 2007 | 루치아노 에밀리오 | D.C. 유나이티드        |
| 2008 | 대런 허커비       | 새너제이 어스퀘이크스  |
| 2009 | 프레디 몬테로     | 시애틀 사운더스 FC     |
| 2010 | 알바로 사보리오   | 레알 솔트레이크        |
| 2011 | 마우로 로살레스   | 시애틀 사운더스 FC     |
| 2012 | 페데리코 이과인   | 콜럼버스 크루          |
| 2013 | 디에고 발레리     | 포틀랜드 팀버스        |
| 2014 | 페드로 모랄레스   | 밴쿠버 화이트캡스 FC   |
| 2015 | 세바스티안 조빈코 | 토론토 FC              |
| 2016 | 니콜라스 로데이로 | 시애틀 사운더스 FC     |
| 2017 | 미겔 알미론       | 애틀랜타 유나이티드 FC |